# Цветков, Юрий Николаевич
Юрий Николаевич Цветко́в (бел. Ю́рый Мікала́евіч Цвятко́ў; 14 февраля 1941, Себежский район, Калининская область — 25 января 2011, Минск) — советский и белорусский кинорежиссёр, сценарист, оператор, директор «Белорусского видеоцентра», директор Национальной киностудии «Беларусьфильм», заместитель министра культуры Республики Беларусь, начальник «Государственного регистра киновидеофильмов и киновидеопрограмм», председатель Белорусского союза кинематографистов. Заслуженный деятель искусств БССР (1991). Лауреат Государственной премии БССР (1986).

## Биография
Родился 14 февраля 1941 года в деревне Дворищи (ныне Себежский район, Псковская область) в семье военных. В 1963 году окончил операторский факультет ВГИКа (мастерская А. Гальперина), а до поступления в институт работал фотографом, ассистентом оператора Минского ТВ. После окончания ВГИКа вернулся в Минск, где долгое время работал на киностудии «Беларусьфильм». Работал с белорусским режиссёром Львом Голубом на фильмах «Пущик едет в Прагу», «Анютина дорога» и «Полонез Огинского». Первым его белорусским фильмом стала музыкальная комедия «Беларусь моя синеокая».
В 1980—1989 годах — директор творческого объединения художественных фильмов на базе киностудии «Беларусьфильм», в 1989—1993 годах руководил республиканским производственно-техническим объединением «Белвидеоцентр», в 1993—1996 годах — директор Национальной киностудии «Беларусьфильм».
В 1996—2001 годах — заместитель министра культуры Республики Беларусь. В 2001—2005 — начальник республиканского учреждения «Государственный регистр киновидеофильмов и киновидеопрограмм», в 2006—2008 годах — председатель Белорусского союза кинематографистов.
В 2001 году награждён Почётной грамотой Совета Министров Республики Беларусь за значительный вклад в развитие белорусского киновидеоискусства и
многолетнюю плодотворную работу в области культуры.
Скончался 25 января 2011 года после продолжительной болезни. Похоронен в Минске, на Северном кладбище.

## Фильмография
| Год  |     | Название                                               | Роль                            |
| ---- | --- | ------------------------------------------------------ | ------------------------------- |
| 1962 | ф   | Мост                                                   | оператор                        |
| 1964 | ф   | Пущик едет в Прагу                                     | оператор                        |
| 1966 | ф   | Иду искать                                             | оператор                        |
| 1967 | ф   | Анютина дорога                                         | оператор                        |
| 1967 | ф   | Память камня                                           | оператор, режиссёр              |
| 1968 | док | Песня Полесья                                          | сценарист, режиссёр             |
| 1968 | док | Дороги, которые мы выбираем                            | оператор, режиссёр              |
| 1969 | док | Я гоняюсь за туманами                                  | сценарист, режиссёр             |
| 1969 | ф   | Беларусь моя синеокая                                  | режиссёр-постановщик            |
| 1970 | ф   | Спеши строить дом                                      | режиссёр-постановщик            |
| 1971 | ф   | Весенняя сказка                                        | сценарист, режиссёр-постановщик |
| 1972 | ф   | После ярмарки                                          | режиссёр-постановщик            |
| 1973 | ф   | Эта весёлая планета                                    | режиссёр-постановщик            |
| 1974 | ф   | Ясь и Янина                                            | режиссёр-постановщик            |
| 1976 | ф   | Маринка, Янка и тайны королевского замка (Пастух Янка) | режиссёр-постановщик            |
| 1978 | ф   | Прошлогодняя кадриль                                   | режиссёр-постановщик            |
| 1985 | док | Встреча, определившая судьбу                           | режиссёр-постановщик            |
| 1991 | док | Как дух сражения Беларуси                              | сценарист, режиссёр             |
| 1994 | док | Чернобыль и Беларусь                                   | режиссёр-постановщик            |
| 1995 | док | Кинорежиссер Виктор Туров                              | сценарист-режиссёр              |
| 2003 | док | Вера                                                   | сценарист                       |